# Grand Prix automobile du Rand
Le Grand Prix automobile du Rand est une épreuve de course automobile créée en 1937, disputée en 1956 sur l'aéroport de Palmietfontein (en) puis entre 1961 et 1965 sur le circuit de Kyalami, en Afrique du Sud. Elle a fait partie des courses de Formule 1 hors-championnat du monde.

## Palmarès
| Année     | Vainqueur        | Voiture        | Circuit        | Résultats |
| --------- | ---------------- | -------------- | -------------- | --------- |
| 1937 (I)  | Pat Fairfield    | ERA            | Lord Howe      | Résultats |
| 1937 (II) | Douglas van Riet | Austin         | Lord Howe      | Résultats |
| 1956      | Peter Whitehead  | Ferrari        | Palmietfontein | Résultats |
| 1961      | Jim Clark        | Lotus-Climax   | Kyalami        | Résultats |
| 1962      | Jim Clark        | Lotus-Climax   | Kyalami        | Résultats |
| 1963      | John Surtees     | Ferrari        | Kyalami        | Résultats |
| 1964      | Graham Hill      | Brabham-BRM    | Kyalami        | Résultats |
| 1965      | Jack Brabham     | Brabham-Climax | Kyalami        | Résultats |

Note : l'édition 1965 est la première du genre avec des moteurs 3 litres